# Nonstop párty
Nonstop párty (v anglickém originále 24 Hour Party People) je britský film z roku 2002, který natočil režisér Michael Winterbottom. Sleduje hudební komunitu v Manchesteru a okolí v letech 1976 až 1992 se zaměřením na vydavatelství Factory Records a jeho majitele Tonyho Wilsona. Sleduje počátky kapel, jako byly Joy Division a Happy Mondays. Snímek je složen z událostí, které se skutečně staly, stejně jako z městských legend. Ve filmu hráli Steve Coogan, Paddy Considine, Shirley Henderson a další. V cameo rolích v něm vystupovala řada lidí, kterými byly filmové postavy inspirovány. Například Paul Ryder, člen Happy Mondays, kterého ve filmu ztvárnil Paul Popplewell, si zahrál roli drogového dealera. Shaun Ryder, další člen Happy Mondays, uvedl, že jeho postava je karikatura, a že nic nešlo tak přirozeně, jak je líčeno ve filmu.